# Edward T. Lowe Jr.
Edward T. Lowe Jr. (Nashville, 29 de juny de 1880 - Los Angeles, 19 d'abril de 1973) va ser un guionista, productor i muntador de cinema estatunidenc. Va escriure 120 pel·lícules entre els anys 1913 i 1947, en va produir 18 i en va dirigir una: The Losing Game (1915).
El primer guió de Lowe el va escriure el 1913 i dos anys més tard, va dirigir la seva primera i única pel·lícula. Després d'això, es va dedicar principalment a escriure i produir pel·lícules. El 1913, Lowe va treballar com a redactor revisor de guions als Essanay Studios.
El 1915, va guionitzar The Mystery of Silent Death i es va centrar principalment en pel·lícules de misteri. També va treballar ocasionalment fora del gènere, com quan va ser fitxat per Universal el 1929 per treballar a Broadway (1929).  En l'època del cinema sonor, Lowe treballaria a The Vampire Bat (1933) i en diverses pel·lícules de Charlie Chan: Charlie Chan in Paris (1935), Charlie Chan in Shanghai (1935) i Charlie Chan at the Race Track (1936). També produiria, però no escriure Charlie Chan in Egypt (1935). Lowe també va treballar en pel·lícules de Bulldog Drummond.
A Universal Pictures als anys quaranta, treballaria a Sherlock Holmes and the Secret Weapon (1943), House of Frankenstein (1944) i House of Dracula (1945).

## Filmografia seleccionada
- Men Who Have Made Love to Me (1918)
- Toby's Bow (1919)
- Over the Wire (1921)
- Big Game (1921)
- Under Two Flags (1922)
- The Scrapper (1922)
- Ridin' Wild (1922)
- What Wives Want (1923)
- The Prisoner (1923)
- The Hunchback of Notre Dame (1923)
- Red Hot Tires (1925)
- The Teaser (1925)
- The Sap (1926)
- The Man Upstairs (1926)
- State Street Sadie (1928)
- Broadway (1929)
- The Mississippi Gambler (1929)
- Hearts of Humanity (1932)
- The Unwritten Law (1932)
- Shop Angel (1932)
- Alias Mary Smith (1932)
- The Vampire Bat (1933)
- The World Gone Mad (1933)
- Charlie Chan in Egypt (1935)
- Charlie Chan in Shanghai (1935)
- Bulldog Drummond Escapes (1937)
- Bulldog Drummond's Revenge (1937)
- Bulldog Drummond Comes Back (1937)
- Bulldog Drummond in Africa (1938)
- Television Spy (1939)
- Bulldog Drummond's Secret Police (1939)
- Parole Fixer (1940)
- The Girl from Alaska (1942)
- A Man's World (1942)
- House of Frankenstein (1944)
- House of Dracula (1945)
- Rough, Tough and Ready (1945)